# Mycetophila hyrcania
Mycetophila hyrcania är en tvåvingeart som beskrevs av Lastovka och Loïc Matile 1969. Mycetophila hyrcania ingår i släktet Mycetophila och familjen svampmyggor. Inga underarter finns listade i Catalogue of Life.